# La paloma (Sebastián Iradier)
La paloma è una canzone scritta dal compositore basco Sebastián de Iradier, ed è il motivo più celebre del genere habanera.
Divenuto uno standard di valore internazionale, è stato eseguito e inciso su disco da diversi artisti.

## Storia
Autorevoli fonti affermano che l'abbia cantata in America, facendola così conoscere nel mondo, il contralto italiano Marietta Alboni. L'anno esatto di questo probabile evento è stato il 1852 o 1853, durante la tournée americana della cantante.
Altre autorevoli fonti spostano la data al 1855 o 1857: ad esempio Venancio Del Val, il più importante biografo di Sebastián de Iradier, data l'evento al 1855. Ma poiché non vi è nessuna documentazione di una tournée della Alboni in America in date diverse dal 1852-1853, dobbiamo ritenere che tutto sia avvenuto durante questa tournée.
Delle fonti aggiungono che la Alboni interpretò La paloma a L'Avana accompagnata al pianoforte dal compositore De Iradier. Questa informazione non è supportata per ora da alcuna fonte antica scritta, mentre invece su una presenza della Alboni alla Havana ne scrisse Antonio de Las Barras y Prado. Anche di una presenza di De Iradier alla Havana non si conoscono ad ora fonti certe e vari indizi, come dimostrato recentemente dal ricercatore spagnolo Alvaro Fernandez Rodas,fanno ritenere che mai Iradier abbia soggiornato  nel continente americano. Vari particolari  indicano  comunque che il tutto sia avvenuto in occasione della tournée americana della Alboni. Ad esempio dalla biografia Sebastian De Iradier di Del Val, apprendiamo la notizia che Adelina Patti (nata nel 1843) allora "tenia ocho o nueve anos" ("aveva otto o nove anni"). Inoltre nell'ottobre 1852 vararono negli Stati Uniti il clipper Alboni, che aveva raffigurata sulla prua, secondo alcune fonti, una colomba (in lingua spagnola paloma) con un rametto arancio nel becco. Altro particolare rilevante è che la Alboni, nella tournée americana, venne accompagnata da un'orchestra diretta dal maestro Luigi Arditi, già direttore del maggiore teatro d'opera del continente americano, il Teatro Tacón de La Habana. Orchestra, occasionalmente, chiamata anche dai media americani "Habana Company", quindi si presume composta pure da musicisti cubani. Ad oggi risulta che le prime notizie scritte indicanti la Alboni interprete principale de La paloma risalgano alla seconda metà degli anni '30 del secolo scorso; precedentemente, è probabile vi fosse solo una tradizione orale. Del resto per decenni nessuno poteva immaginare il successo planetario di questa canzone, per cui inizialmente non vi poteva essere alcun interesse da parte degli studiosi.
È degna di attenzione, inoltre, la notizia che nell'articolo La Habana de 1810 a 1840, scritto nel 1866 dal cubano Luis Victoriano Betancourt, l'autore rende noto che un motivo intitolato La paloma era già famoso a Cuba prima che Iradier facesse conoscere come sua composizione una canzone con questo titolo.

Nel 1859 a Madrid venne registrata a nome di Sebastián de Iradier la proprietà artistica della canzone. Il motivo venne allora registrato con il titolo La paloma (Canción Americana con acompañamiento de Piano).
Comunque già nei primi decenni del XIX secolo diverse pubblicazioni a stampa indicavano Sebastian De Iradier 
quale compositore del La paloma.
Lo storico spagnolo José Luis Ansorena, nel suo articolo intitolato La canción en Euskalerria, scrive che all'epoca della registrazione de La paloma a nome di Sebastián de Iradier ne venne anche pubblicata una versione dall'editore e musicista Bonifacio Eslava. Il titolo: Danza popular habanera con la misma letra que la cantan los naturales de Cuba, publicada por el Sr.Iradier como composición suya con el título de La paloma.
Comunque diverse pubblicazioni a stampa,già nei primi decennni del XIX secolo menzionavano Sebastian de Iradier autore del La paloma.
In ogni caso va attribuita a Iradier la paternità del motivo attualmente conosciuto e che è ancora la canzone più eseguita al mondo.
Per vari anni il motivo fu un inno importante per la Marina Austriaca. Ciò per volere di Massimiliano d'Asburgo che ne fu a capo dal 1854 al 1859. In seguito Massimiliano d'Austria divenne imperatore del Messico (1864 -1867), ma alla di lui drammatica fine cessò da parte della Marina militare austriaca la consuetudine di suonare questa canzone.
Tradotta in numerose lingue e in migliaia di versioni, La paloma ebbe fin da principio un grande successo. Fu una delle prime canzoni ad essere incise. Tra le prime registrazioni conosciute si ricordano quella del tenore italiano Ferruccio Giannini fatta nel 1896 negli Stati Uniti e, tra gli anni 1896 e 1898, quella del tenore Arthur B. Adamini.
Nel 1899 venne fatta una registrazione in versione strumentale da La Garde Republicaine di Parigi, nel 1900 seguirà quella del baritono spagnolo Emilio De Gogorza, poi nel 1901 quella del baritono Ferruccio Corradetti. Infine nel 1902 la incise il polacco Marian Alma e nel 1906 il basso francese Pedre Gailhard.
Dei primi anni trenta è l'interpretazione di Conchita Supervia, mentre del 1938 è l'interpretazione di Rosita Serrano.
Nel 1958 la versione di Billy Vaughn si classifica in prima posizione in Germania per dieci settimane e seconda nei Paesi Bassi.
Nel 1961 la versione di Freddy Quinn si classifica prima in Germania e terza in Olanda.
Nel 1962 la versione di Elvis Presley No More si classifica prima in Italia per due settimane.
La versione di Herry Belafonte resta una della più incredibili.